# Supercup (Gruppe C) 1988

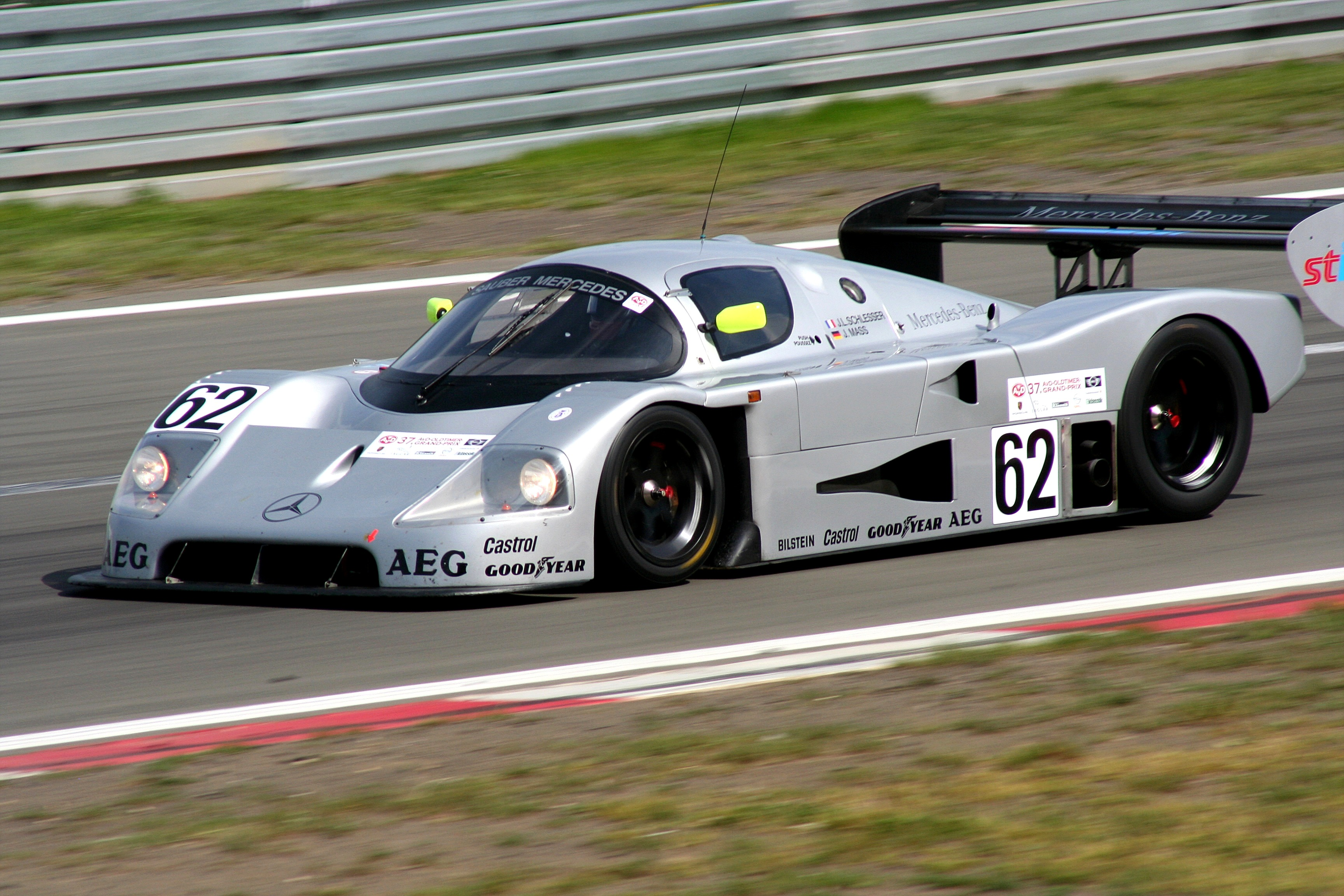
Jean-Louis Schlesser gewann mit dem Sauber-Mercedes C9/88 den Meistertitel 1988

Der Supercup 1988 war die dritte Saison des Supercups. Der erste Lauf fand am 1. Mai 1988 auf dem Nürburgring und ebenso fand das Saisonfinale am 25. September dort statt. Insgesamt wurden in der Saison fünf Läufe in Deutschland ausgetragen.
Der Franzose Jean-Louis Schlesser gewann mit 42 Punkten den Titel in der Fahrerwertung. Das Team Blaupunkt-Joest Racing sicherte sich nach 1986 zum zweiten Mal die Teamwertung.

## Meisterschaft
In der Saison 1988 wurde das Reglement des ADAC Würth Supercup leicht geändert. Die Renndistanz wurde auf rund 220 km angehoben und das Limit für den Treibstoff für die Klassen C1, IMSA-GTP und GTC parallel dazu erhöht.
Im Rennkalender waren die identischen Austragungsorte wie in der Saison davor.
Das Team Sauber Mercedes setzte in der Meisterschaft den zum Vorjahr verbesserten Sauber-Mercedes C9/88 ein. Dieser Rennwagen war dem Porsche 962 C ebenbürtig und so gewann Jean-Louis Schlesser mit dem Sauber-Mercedes drei der fünf Rennen. Die beiden Konkurrenten Bob Wollek und Hans-Joachim Stuck konnten nur jeweils ein Rennen gewinnen und mussten sich letztlich zum Saisonende mit den Plätzen zwei und drei begnügen.

## Rennkalender und Ergebnisse
| Runde | Rennen (Strecke)                  | Datum         | Pole-Position        | Schnellste Runde     | Sieger               | Team                   | Fahrzeug              |
| ----- | --------------------------------- | ------------- | -------------------- | -------------------- | -------------------- | ---------------------- | --------------------- |
| 1     | Eifelrennen Nürburgring           | 1. Mai        | Jean-Louis Schlesser | Hans-Joachim Stuck   | Bob Wollek           | Blaupunkt-Joest Racing | Porsche 962 C         |
| 2     | Supercup Hockenheimring           | 29. Mai       | Jean-Louis Schlesser | Hans-Joachim Stuck   | Jean-Louis Schlesser | Team Sauber Mercedes   | Sauber-Mercedes C9/88 |
| 3     | 200 Meilen von Nürnberg Norisring | 26. Juni      | Hans-Joachim Stuck   | Jean-Louis Schlesser | Jean-Louis Schlesser | Team Sauber Mercedes   | Sauber-Mercedes C9/88 |
| 4     | Flugplatzrennen Diepholz Diepholz | 7. August     | Jean-Louis Schlesser | Mauro Baldi          | Jean-Louis Schlesser | Team Sauber Mercedes   | Sauber-Mercedes C9/88 |
| 5     | Supersprint Nürburgring           | 25. September | Hans-Joachim Stuck   | Hans-Joachim Stuck   | Hans-Joachim Stuck   | Porsche AG             | Porsche 962 C         |

## Meisterschaftsergebnisse

### Punktesystem
Punkte wurden an die ersten 10 klassifizierten Fahrer in folgender Anzahl vergeben:
| Platz  | 1. | 2. | 3. | 4. | 5. | 6. | 7. | 8. | 9. | 10. |
| Punkte | 12 | 10 | 8  | 7  | 6  | 5  | 4  | 3  | 2  | 1   |

### Fahrerwertung
| Platz | Fahrer                       | Klasse | NÜR1 | HOC | NOR | DIE | NÜR2 | Punkte |
| ----- | ---------------------------- | ------ | ---- | --- | --- | --- | ---- | ------ |
| 1     | Jean-Louis Schlesser         | C1     | ?    | 1   | 1   | 1   | 5    | 42     |
| 2     | Bob Wollek                   | C1     | 1    | 2   | DNF | 3   | 2    | 40     |
| 3     | Hans-Joachim Stuck           | C1     | 2    | 11  | 2   | DNF | 1    | 32     |
| 4     | Uwe Schäfer                  | C1     | 3    | 3   | 4   | 9   | 6    | 30     |
| 5     | Jochen Dauer                 | C1     | 4    | 6   | DNF | 4   | 10   | 20     |
| 6     | Walter Brun                  | C1     | 5    | 5   | DNF | 7   | 9    | 18     |
| 6     | Louis Krages („John Winter“) | C1     | 8    | 4   | 6   | 8   | DNF  | 18     |
| 8     | Klaus Ludwig                 | C1     |      |     |     | 5   | 4    | 13     |
| 9     | Antoine Salamin              | C1     | 6    | 9   | 8   | 10  | ?    | 11     |
| 10    | Mauro Baldi                  | C1     |      |     |     | 2   |      | 10     |
| 11    | Franz Konrad                 | C1     |      |     | DNF | 6   | 8    | 8      |
| 11    | Jochen Mass                  | C1     |      |     |     |     | 3    | 8      |
| 11    | Manuel Reuter                | C1     |      |     | 3   |     |      | 8      |
| 14    | Chip Robinson                | C1     |      |     | 5   |     |      | 6      |
| 15    | Walter Lechner               | C1     | ?    | 7   | DNF |     | ?    | 4      |
| 15    | Costas Los                   | C2     |      |     | 7   |     |      | 4      |
| 15    | Nicola Marozzo               | C2     | 7    |     |     |     |      | 4      |
| 18    | Karl-Heinz Becker            | C2     |      | 8   | ?   | DNA | DNA  | 3      |
| 18    | Peter Fritsch                | C2     | 9    | 10  | DNA | DNA | DNA  | 3      |
| 20    | Helmut Gall                  | C2     |      |     | 9   | DNA |      | 2      |
| 21    | Heinz-Jörgen Dahmen          | C1     |      |     | ?   | 11  | 10   | 1      |
| 21    | Jean-Pierre Frey             | C1     | 10   |     | DNA | DNA | ?    | 1      |
| 21    | Rudi Seher                   | C2     | ?    |     | 10  | 12  | 11   | 1      |
| 24    | David Coyne                  | C2     |      | ?   |     |     |      | 0      |
| 24    | Günther Gebhardt             | C2     |      | ?   |     |     |      | 0      |
| 24    | Harald Grohs                 | C2     |      |     |     |     | ?    | 0      |
| 24    | Walter Maurer                | C2     |      |     | ?   | DNA | DNA  | 0      |
| 24    | Kris Nissen                  | C1     |      |     | DNS |     |      | 0      |
| 24    | Peter Stürtz                 | C2     |      |     | ?   | DNA |      | 0      |
| Platz | Fahrer                       | Klasse | NÜR1 | HOC | NOR | DIE | NÜR2 | Punkte |

| Legende  | Legende            | Legende                                                          |
| Farbe    | Abkürzung          | Bedeutung                                                        |
| -------- | ------------------ | ---------------------------------------------------------------- |
| Gold     | –                  | Sieg                                                             |
| Silber   | –                  | 2. Platz                                                         |
| Bronze   | –                  | 3. Platz                                                         |
| Grün     | –                  | Platzierung in den Punkten                                       |
| Blau     | –                  | Klassifiziert außerhalb der Punkteränge                          |
| Violett  | DNF                | Rennen nicht beendet (did not finish)                            |
| Violett  | NC                 | nicht klassifiziert (not classified)                             |
| Rot      | DNQ                | nicht qualifiziert (did not qualify)                             |
| Rot      | DNPQ               | in Vorqualifikation gescheitert (did not pre-qualify)            |
| Schwarz  | DSQ                | disqualifiziert (disqualified)                                   |
| Weiß     | DNS                | nicht am Start (did not start)                                   |
| Weiß     | WD                 | zurückgezogen (withdrawn)                                        |
| Hellblau | PO                 | nur am Training teilgenommen (practiced only)                    |
| Hellblau | TD                 | Freitags-Testfahrer (test driver)                                |
| ohne     | DNP                | nicht am Training teilgenommen (did not practice)                |
| ohne     | INJ                | verletzt oder krank (injured)                                    |
| ohne     | EX                 | ausgeschlossen (excluded)                                        |
| ohne     | DNA                | nicht erschienen (did not arrive)                                |
| ohne     | C                  | Rennen abgesagt (cancelled)                                      |
| ohne     | keine WM-Teilnahme |                                                                  |
| sonstige | P/fett             | Pole-Position                                                    |
| sonstige | 1/2/3/4/5/6/7/8    | Punktplatzierung im Sprint-/Qualifikationsrennen                 |
| sonstige | SR/kursiv          | Schnellste Rennrunde                                             |
| sonstige | *                  | nicht im Ziel, aufgrund der zurückgelegten Distanz aber gewertet |
| sonstige | ()                 | Streichresultate                                                 |
| sonstige | unterstrichen      | Führender in der Gesamtwertung                                   |

### Teamwertung
| Platz | Team                         | Klasse | NÜR1 | HOC | NOR | DIE | NÜR2 | Punkte |
| ----- | ---------------------------- | ------ | ---- | --- | --- | --- | ---- | ------ |
| 1     | Blaupunkt-Joest Racing       | C1     | 15   | 17  | 5   | 16  | 13   | 66     |
| 2     | Team Sauber Mercedes         | C1     | 0    | 12  | 12  | 22  | 14   | 60     |
| 3     | Jägermeister-Brun-Motorsport | C1     | 14   | 14  | 15  | 6   | 7    | 56     |
| 4     | Porsche AG                   | C1     | 10   | 0   | 10  | 6   | 19   | 45     |
| 5     | Victor-Dauer Racing          | C1     | 7    | 5   | 6   | 7   | 1    | 26     |
| 6     | Swiss Team Salamin           | C1     | 5    | 2   | 3   | 1   | 0    | 11     |
| 7     | Dollop Racing                | C2     | 5    |     |     |     | 0    | 5      |
| 8     | GP Motorsport                | C2     |      |     | 4   |     |      | 4      |
| 8     | Walter Lechner Racing School | C1     | 0    | 4   | 0   |     | 0    | 4      |
| 10    | Karl-Heinz Becker            | C2     |      | 3   | 0   |     |      | 3      |
| 10    | Pero Racing Team             | C2     | 2    | 1   |     |     |      | 3      |
| 12    | Roy Baker Racing             | C2     |      |     | 2   |     |      | 2      |
| 13    | Heinz-Jörgen Dahmen          | C1     |      |     | 0   | 0   | 1    | 1      |
| 13    | Gebhardt Motorsport          | C2     | 0    | 0   | 1   | 0   | 0    | 1      |
| 15    | Porsche Kremer Racing        | C1     |      |     | 0   |     |      | 0      |
| 15    | Walter Maurer                | C2     |      |     | 0   |     |      | 0      |
| 15    | Peter Stürtz Motorsport      | C2     |      |     | 0   |     | 0    | 0      |